# Kanał Imieliński
Kanał Imieliński lub Rów Imieliński – kanał w Warszawie, w dzielnicy Ursynów.

## Położenie i charakterystyka
Kanał znajduje w dzielnicy Ursynów, na terenie obszarów MSI Stary Imielin i Grabów, jest prawobrzeżnym dopływem Kanału Grabowskiego, którego recypientem jest Potok Służewiecki. Jego początek znajduje się w Jeziorze Imielińskim, skąd przebiega otwartym rowem w kierunku zachodnim, następnie płynie podziemnym rurociągiem wzdłuż ulicy Puszczyka przecinając ulice Puławską, Giewont, Taneczną, a następnie wyłania się na powierzchnię. Ostatni odcinek o długości 495 metrów zaliczany jest do urządzeń melioracji podstawowych Warszawy. W tej części szerokość dna kanału wynosi 0,8 m, a głębokość 3 m. Z Kanałem Grabowskim łączy się na km 1+852 jego biegu. Całkowita długość kanału wynosi ok. 950 m.
Jego położenie zostało prawdopodobnie zaznaczone na mapie Warszawy i okolic z 1838 roku.

## Przyroda
Początkowy odcinek biegu kanału znajduje się na terenie użytku ekologicznego Jeziorko Imielińskie o pow. 3,9505 ha powołanego w celu ochrony bioróżnorodności naturalnego pochodzenia i miejsc rozrodu rzadkich gatunków ptaków.
Na terenie kanału i jego okolic występuje mozga trzcinowata – przy połączeniu z Kanałem Grabowskim, a na północnym brzegu w grabowskiej części cieku rośnie stożkowa odmiana dębu szypułkowego (22 sztuki) oraz szpaler brzozy brodawkowatej.